# 19915 Bochkarev
19915 Bochkarev eller 1974 RX1 är en asteroid i huvudbältet som upptäcktes den 14 september 1974 av den rysk-sovjetiske astronomen Nikolaj Tjernych vid Krims astrofysiska observatorium på Krim. Den har fått sitt namn efter astronomen Nikolaj Gennadijevitj Botjkarev.
Asteroiden har en diameter på ungefär två kilometer.